# Franco-British Exhibition

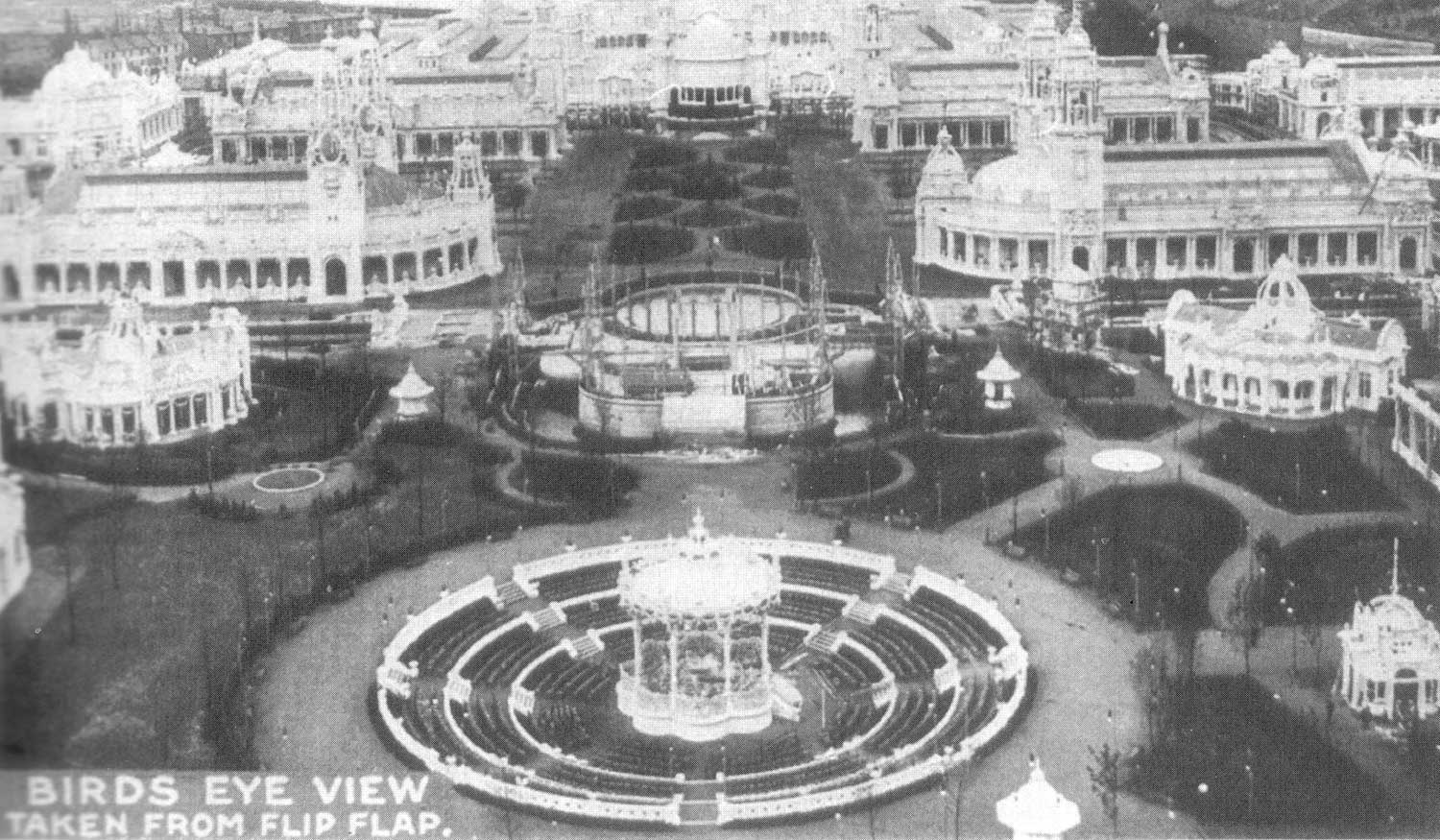
Ansicht des Ausstellungsgeländes aus der Vogelperspektive

Die Franco-British Exhibition war eine große internationale Messe, die vom 14. Mai bis 31. Oktober 1908 in White City, London veranstaltet wurde. Ziel war die Festigung der vier Jahre zuvor vereinbarten Entente cordiale zwischen dem Vereinigten Königreich und Frankreich.
Die Ausstellung zählte über acht Millionen Besucher und war die größte, die bis dahin in Großbritannien stattgefunden hatte. Sie war auch die erste internationale von zwei Ländern gemeinsam organisierte und finanzierte Messe. Parallel dazu fanden die IV. Olympischen Sommerspiele statt, das neu erbaute White City Stadium stand im östlichen Teil des 56 Hektar großen Ausstellungsgeländes. Auf dem Gelände selbst fanden nur die Fechtwettbewerbe statt.
Insgesamt waren 175 Gebäude in einer gewissen Symmetrie angeordnet; gegenüber einem britischen Gebäude lag meist sein französisches Pendant. Vorhanden waren auch Gärten, Parks, ein künstlicher See mit Wasserfall und Musikpavillons.
Das Messegelände war mit öffentlichen Verkehrsmitteln gut zugänglich. Unmittelbar neben dem Messegelände führten mehrere Eisenbahn-, U-Bahn- und Straßenbahnlinien vorbei. Sowohl an der Strecke der Metropolitan Railway als auch an der Strecke der Central London Railway wurden neue Stationen errichtet, beide mit dem Namen Wood Lane (siehe Wood Lane (Central Line) und Wood Lane (Metropolitan Line)).
Die Ausstellung präsentierte die britischen und französischen Errungenschaften in den Bereichen Industrie, Kunst, Wissenschaft, Gartenbau, Erziehung und Freizeit. 
Einen Schwerpunkt bildeten zwei so genannte Völkerschauen mit Menschen aus den jeweiligen Kolonien. Die Hauptattraktion bildeten dabei zwei so genannten „Kolonialdörfer“, ein „irisches“ und ein „senegalesisches Dorf“, die die Erfolge der Kolonisation demonstrieren sollten. Im irischen Dorf („Ballymaclinton“) wohnten 150 „colleens“ (irische Mädchen) die verschiedene Formen des einheimischen Handwerks, sowohl technischer als auch der künstlerischer Produktion gewidmet waren. Das „senegalesische Dorf“ war ein sogenanntes „Eingeborenendorf“, in dem das Alltagsleben sowie verschiedene künstlerische Erzeugnisse gezeigt wurden. Die Presse hob die die „überraschende Sauberkeit“ der Iren hervor, und der Leser erfuhr, dass die Senegalesen „sauberer waren, als sie aussahen“.
Kurz nach Ende der Ausstellung wurden die Gebäude wieder abgerissen, Straßen angelegt und das Gebiet mit Wohnsiedlungen überbaut. Am längsten hielt sich das White City Stadium, das jedoch 1985 einem Neubau der BBC weichen musste.